# Aspidoscelis neomexicanus
Aspidoscelis neomexicanus es una especie de lagarto del género Aspidoscelis, familia Teiidae, orden Squamata. Su cuerpo mide 65 mm de longitud.

## Distribución
Se distribuye por América del Norte: Estados Unidos (oeste de Texas, Nuevo México y Arizona, en el parque Nacional del Bosque Petrificado) y México (al norte de Chihuahua).

## Taxonomía
Fue descrita por Lowe & Zweifel en 1952.
Tratamiento taxonómico
La especie aparece registrada y publicada en A new species of Whiptail lizard (Genus Cnemidophorus) from New Mexico. Bulletin of the Chicago Academy of Sciences 9 (13): 229-247.